# Józef Głogowski
Józef Głogowski (ur. 1 marca 1940 w Wolanowie, zm. 27 marca 2022) – polski lekkoatleta specjalizujący się w rzucie oszczepem.
Mistrz Polski z 1965 roku, wicemistrz kraju z 1968 i brązowy medalista z 1963. Dziesięciokrotny reprezentant kraju w meczach międzypaństwowych (w latach 1961-1969, trzy zwycięstwa indywidualne). Czołowy polski oszczepnik lat 60. XX wieku. Bronił barw Radomiaka Radom (1959-1960), AZS-u Szczecin (1961-1962), AZS-u Warszawa (1963-1968), ŁKS-u Łódź (1969-1970) i MKS-u AZS-u Warszawa (od 1971). Rekord życiowy: 82,41 (5.06.1965, Warszawa).